# Bairnsdale
Bairnsdale är en ort i Australien. Den ligger i kommunen East Gippsland och delstaten Victoria, omkring 230 kilometer öster om delstatshuvudstaden Melbourne. Antalet invånare är 11 005.
Runt Bairnsdale är det ganska glesbefolkat, med 42 invånare per kvadratkilometer.. Det finns inga andra samhällen i närheten. 
Trakten runt Bairnsdale består till största delen av jordbruksmark. Genomsnittlig årsnederbörd är 960 millimeter. Den regnigaste månaden är juni, med i genomsnitt 163 mm nederbörd, och den torraste är juli, med 33 mm nederbörd.